# オランダ領モーリシャス

オランダ領モーリシャス
Nederlands Mauritius (オランダ語)

モーリシャス島の位置

オランダ領モーリシャス（オランダりょうモーリシャス）は、アフリカ東方のインド洋上に存在した、オランダ東インド会社の植民地。

## 概要
1638年8月29日にオランダ人が上陸し、入植を開始した。
この時に上陸したオラニエ公マウリッツの名にちなみ、この島をモーリシャス(マウリッツの英語読みはモーリシャス)と命名した。
木を伐って輸出したり開発したりしたが、度重なるサイクロン、旱魃、害虫の大量発生、食料不足や病気などの苦難が連続し、統治していたのは断続的であった。
そして1710年2月にオランダはこの島を放棄し、この島はどの国も統治していない時代となる。
1715年9月にフランスが上陸し、フランス領フランス島（イル＝ド＝フランス）となった。